# 왕굉 (군삼로)
왕굉(王閎, 기원전 30년 ~ ?)은 중국 전한, 신나라 ~ 후한 시대의 무장으로, 산동성 낭야군 불기현 사람이다. 왕경(王景)의 아버지이다.

## 사적
후한서 순리열전(循吏列傳) 왕경전에 따르면 낙랑군 한인 왕굉의 7대조 왕중(王仲)은 중국 산동성 낭야군 불기현 사람으로, 낭야불기인 왕중(王仲)은 제북왕(濟北王) 유흥거(劉興居)가 반란이 일으키자, 연루 되는 것을 피하여 한반도 낙랑으로 옮겨 살았다.
그 후 서기 25년, 왕조(王調)가 낙랑 태수 유헌을 죽이고 스스로 낙랑태수를 칭하며 반란을 일으키자 후한 태조 광무제는 서기 30년에 왕준(王遵)을 낙랑태수로 삼아 왕조를 토벌하러 낙랑으로 파견했다. 이때 왕굉은 양읍(楊邑)과 협력하여 왕조를 죽이고 왕준을 새로운 낙랑 태수로 맞이하였다.